# Agostino Tasso
Pour les articles homonymes, voir Tasso (homonymie).
Ne doit pas être confondu avec Agostino Tassi.
Agostino Tasso, né en 1451 dans la province de Bergame et décédé en 1510, fut un maître général des postes pontificales sous les papes Alexandre VI et Jules II.

## Famille
Agostino Tasso est le fils de Alessandro de Tassis de Cornello et le père de Domenico Tasso et Luigi Tasso.